# مکس ترهیون
مکس ترهیون (انگلیسی: Max Terhune؛ ‏ ۱۲ فوریهٔ ۱۸۹۱ – ۵ ژوئن ۱۹۷۳) یک هنرپیشه اهل ایالات متحده آمریکا بود.

## گزیده فیلمشناسی
- بیگ شو (فیلم ۱۹۳۶) (۱۹۳۶)
- غول (فیلم ۱۹۵۶) (۱۹۵۶)